# Rosa Zárate (ciudad)
Rosa Zárate, también conocida como Quinindé, es una ciudad ecuatoriana; cabecera cantonal del cantón Quinindé, así como la segunda urbe más grande y poblada de la provincia de Esmeraldas. Se localiza al norte de la Región Litoral de Ecuador, asentada sobre una extensa llanura, en la confluencia de los ríos Blanco y Quinindé, a una altitud de 85 m s. n. m. y con un clima lluvioso tropical de 27 °C en promedio.
En el censo de 2022 tenía una población de 31.120 habitantes, lo que la convierte en la quincuagésima ciudad más poblada del país. Sus orígenes datan del siglo XIX, pero es a mediados del siglo XX, debido a su privilegiada ubicación geográfica, cuando presenta un acelerado crecimiento demográfico hasta establecer un poblado urbano, que sería posteriormente, uno de los principales núcleos urbanos de la provincia. Es uno de los más importantes centros administrativos, económicos, financieros y comerciales de Esmeraldas. Las actividades principales de la ciudad son la agricultura, la ganadería y el comercio.

## Toponimia
El nombre de Rosa Zárate, se debe a una mujer quiteña que huyendo con su esposo el patriota Nicolás Peña fue ejecutada junto a su esposo por el ejército realista español. Los ejecutaron en Tumaco en el año 1813, mientras huían de la persecución. Un año antes ellos lideraron en Quito el asalto y ejecución del conde Ruiz de Castilla, presidente de la Real Audiencia de Quito.

## Historia
La Parroquia Rosa Zárate fue fundada en octubre de 1916, gracias a la gestión del capitán don Simón Plata Torres. La parroquia Rosa Zárate, desde sus inicios con las pocas familias de ese entonces, se constituyó en un pueblo de pequeños agricultores, luego con el incremento poblacional, fue un paso obligado para ir a la ciudad de Esmeraldas por el río Esmeraldas. Recién en 1953, la palma africana aparece en el Ecuador con una plantación de 50 hectáreas, no como cultivo comercial sino más bien con el propósito de observar su adaptación a las condiciones ecológicas ecuatorianas.
En Quinindé el Sr. Scot de origen norteamericano, empezó a sembrar palma africana, en el sector de La Concordia, luego lo hicieron: Antonio Granda Centeno, Pier Herk y Carlos Becdach. Comercialmente, el cultivo despega, alrededor de 1962 y su máxima expansión ocurre a partir de 1970, cuando se siembran alrededor de 2.500 hectáreas.
El adelanto que venia cobrando, obligó a gestionar la cantonización, para cuyo efecto mediante una gran asamblea, se organizó el comité pro-canonización, quien se empeñó en reunir todos los requisitos exigidos por la ley a efecto de conseguir su cometido. 
Se cantonizó conjuntamente con el Cantón Santo Domingo (Provincia del mismo nombre) y el cantón El Carmen (Provincia de Manabí). La cantonización tuvo lugar en la Asamblea Constituyente de 1967, el 8 de junio y se publicó en el Registro oficial, el 3 de julio del mismo año, mediante el decreto ejecutivo No 112 y con sus parroquias Rosa Zárate, Cube, Chura y Malimpia, cabe anotar que en la actualidad el Cantón cuenta con seis parroquias, incluyendo las de Viche y la recientemente creada de La Unión de Quinindé. 
El 1 de febrero de 1972, capitales transnacionales compran las haciendas bananeras de la Compañía bananera "Astral", ubicadas en el 200 y forman las empresas Tatiana y Palmeras de los Andes, que eran la misma cosa y siembran palma africana e instalan una planta. extractora de aceite.
En 1983, Don Jorge Dávalos se reúne con los señores: Femando Morlas, Jacobo Moya, Henry Banmorcela y el general Américo Álava para formara la empresa Agroindustrias Quinindé Sociedad Anónima (AIQUISA); siguiendo este ejemplo, en 1993 se reúnen 100 emprendedores caballeros y forman una nueva extractora de aceite de palma africana: PALCIEN. Estas tres empresas quinindeñas dieron lugar al florecimiento de una nueva primavera económica, que aleja a nuestro Cantón del monopolio y diversifica su producción agrícola y pecuaria. 
Quinindé, fue una gran proveedora de banano, café, cacao, en la actualidad, además de estos productos tradicionales, el cantón es el primero en la producción de palma africana y recursos forestales. Por lo que atrajo a mucha gente agricultora, principalmente de Loja y gran parte de la sierra.

## Himno y bandera
La letra del Himno pertenece a Erasmo Ramírez Calderón y la música a Don Tácito Ortiz Urriola.
La bandera consta de dos franjas. Una de color verde que simboliza la riqueza de la zona, con cinco estrellas de color blanco que forma un arco que representan a las cinco parroquias; y una franja de color blanco que simboliza el límpido cielo que cobija a la zona.

## Geografía
En este cantón se inicia el río Esmeraldas al unirse los ríos Blanco y río Quinindé. Quinindé está ubicado en un terreno sumamente llano, siendo las elevaciones más relevantes las de Cupa y Cojimíes. Esta característica del terreno hacen que sus tierras sean muy apropiadas para la agricultura y la ganadería. Del paraje conocido como El Mirador hacia Viche el terreno es alto e irregular. El clima de Quinindé es tropical lluvioso, con dos temporadas climáticas: sequía y lluvias. 

## Política
Territorialmente, la ciudad de Rosa Zárate está organizada en una sola parroquia urbana, mientras que existen 5 parroquias rurales con las que complementa el aérea total del Cantón Quinindé. El término "parroquia" es usado en el Ecuador para referirse a territorios dentro de la división administrativa municipal.
La ciudad de Rosa Zárate y el cantón Quinindé, al igual que las demás localidades ecuatorianas, se rige por una municipalidad según lo previsto en la Constitución de la República. El Gobierno Autónomo Descentralizado Municipal de Quinindé, es una entidad de gobierno seccional que administra el cantón de forma autónoma al gobierno central. La municipalidad está organizada por la separación de poderes de carácter ejecutivo representado por el alcalde, y otro de carácter legislativo conformado por los miembros del concejo cantonal.
La Municipalidad de Quinindé, se rige principalmente sobre la base de lo estipulado en los artículos 253 y 264 de la Constitución Política de la República y en la Ley de Régimen Municipal en sus artículos 1 y 16, que establece la autonomía funcional, económica y administrativa de la Entidad.

### Alcaldía
El poder ejecutivo de la ciudad es desempeñado por un ciudadano con título de Alcalde del Cantón Quinindé, el cual es elegido por sufragio directo en una sola vuelta electoral, sin fórmulas o binomios en las elecciones municipales. El vicealcalde no es elegido de la misma manera, ya que una vez instalado el Concejo Cantonal se elegirá entre los ediles un encargado para aquel cargo. El alcalde y el vicealcalde duran cuatro años en sus funciones, y en el caso del alcalde, tiene la opción de reelección inmediata o sucesiva. El alcalde es el máximo representante de la municipalidad y tiene voto dirimente en el concejo cantonal, mientras que el vicealcalde realiza las funciones del alcalde de modo suplente mientras no pueda ejercer sus funciones el alcalde titular.
El alcalde cuenta con su propio gabinete de administración municipal mediante múltiples direcciones de nivel de asesoría, de apoyo y operativo. Los encargados de aquellas direcciones municipales son designados por el propio alcalde. Actualmente, el alcalde de Quinindé es Ronal Moreno, elegido para el periodo 2023 - 2027.

### Concejo cantonal
El poder legislativo de la ciudad es ejercido por el Concejo Cantonal de Quinindé el cual es un pequeño parlamento unicameral que se constituye al igual que en los demás cantones mediante la disposición del artículo 253 de la Constitución Política Nacional. De acuerdo a lo establecido en la ley, la cantidad de miembros del concejo representa proporcionalmente a la población del cantón.
Quinindé posee 9 concejales, los cuales son elegidos mediante sufragio (Sistema D'Hondt) y duran en sus funciones cuatro años pudiendo ser reelegidos indefinidamente. De los nueve ediles, 5 representan a la población urbana mientras que 4 representan a las 5 parroquias rurales. El alcalde y el vicealcalde presiden el concejo en sus sesiones. Al recién instalarse el concejo cantonal por primera vez los miembros eligen de entre ellos un designado para el cargo de vicealcalde de la ciudad.

## Transporte
Por muchos años fue la única vía por la cual se podía llegar a Quinindé; era la fluvial a través de los ríos antes mencionados que, utilizando balsas, lanchones en la época del banano, hasta la época de los años 60 cuando se empezó a construir la carretera Esmeraldas- Quinindé - Santo Domingo.
La parte vial que se constituye en la puerta que abre el progreso de los pueblos, ha sido un importante puntal en Quinindé. La construcción de la principal carretera, que se encuentra en muy buenas condiciones, refleja lo positivo de este cantón.
La vía Marginal de la Costa que se inicia en la ciudad de Quito y avanza hacia Muisne, San Lorenzo, es decir, sur y norte de Esmeraldas, ha constituido el progreso. Al encontrarse entonces Quinindé ubicado en el centro de esta Provincia, todos los turistas que hacen este recorrido deben pasar por este maravilloso cantón.
Esto ha permitido un excelente movimiento comercial en la Ciudad, especialmente los días domingos, donde se acentúan las ferias. En todas las arterias urbanas se nota la presencia de pequeños e informales comerciantes que venden sus productos a quienes más los apetecen, los campesinos. Y es que los comuneros o campesinos mantienen la economía de Quinindé, por cuanto, de manera indirecta, realizan el sistema antiguo del trueque, o sacando sus productos agrícolas y con el dinero que reciben compran todos los víveres que los abastece durante la semana.

## Turismo y cultura
La ciudad se encuentra con una creciente reputación como destino turístico, por su ubicación en plena selva del Chocó biogeográfico. A través de los años, Rosa Zárate ha incrementado notablemente su oferta turística; actualmente, el índice turístico creció gracias a la campaña turística emprendida por el gobierno nacional, "All you need is Ecuador". El turismo de la ciudad se enfoca en su belleza natural. En cuanto al turismo ecológico, la urbe cuenta con espaciosas áreas verdes, y la mayoría de los bosques y atractivos cercanos están bajo su jurisdicción.
El turismo de la ciudad se relaciona íntimamente con el resto del cantón; el principal atractivo del cantón es la naturaleza, dotada de una alta biodiversidad, en una variedad de ecosistemas que se extienden en una zona con un alto índice de especies endémicas, considerada por científicos ambientales como laboratorio para la investigación genética mundial. A través de los años ha continuado con su tradición comercial, y actualmente en un proceso fundamentalmente económico, apuesta al turismo, reflejándose en los cambios en el ornato de la ciudad.
Inquietante y curioso es disfrutar de la diversidad del ecosistema natural, encontrada en la zona a través de las Reservas Ecológicas: MacheChindul y Cotacachi-Cayapas, los Bosques Tropicales Montañosos del Valle del Sade y la extensa zona Río Canandé, bordeando los cuerpos de agua dulce llena de flora, fauna y aventura.
Sin duda alguna recorrer en canoa, los brazos que alimentan al río Esmeraldas que nace desde el sector de "La Puntilla", se descubren tejiendo celosamente enigmas, leyendas y encantos; combinándose con formaciones rocosas de origen volcánico petrificadas, escondidas en la naturaleza y descubiertas por sus habitantes.

### Dos comunidades
Tierra privilegiada por dos pueblos culturales y autóctonos, de una raza viviente, asentada por migraciones forzosas, desde sus inicios coloniales, y que a través de los años han ayudado al desarrollo y crecimiento del pueblo quinindeño, como son: la Nacionalidad Chachi y la Comunidad Afro.
Con su ritmo contagioso al son de los tambores, cununo, guasa, maracas y marimba, heredada por sus ancestros que impusieron esta música típica como símbolo provincial repartida en su cultura acompañado de bailarines que cautivan la mirada de propios y extraños.

### Gastronomía
Diversos son los platos típicos de nuestra gente: el encocao, tapao, rellena, bollos, caldo de manguera (rellenas), chucula de chontilla, chonta y maduro, casave de guineo, fruta de pan, pipas heladas y las deliciosas cocadas negras y blancas; acompañados con una variedad de jugos de frutas como: guanábana, borojó, arazá y maracuyá, badea.
Entre las carnes y mariscos predilectos para la preparación de estos platos contamos con: la guaña, camarón de río, tilapia, cangrejo, gallina criolla, guanta (peligro de extinción); combinado con: plátano, coco, maní, maduro, albahaca, chillangua y orégano forman las combinaciones perfectas a la hora de preparar estas delicias. 

## Transporte
El transporte público es el principal medio transporte de los habitantes de la ciudad, tiene un servicio de bus público interparroquial e intercantonal para el transporte a localidades cercanas. Buena parte de las calles de la ciudad están asfaltadas o adoquinadas, aunque algunas están desgastadas y el resto de calles son lastradas, principalmente en los barrios nuevos que se expanden en la periferia de la urbe.

#### Avenidas importantes
- 5 de agosto
- 6 de diciembre
- Jimmi Anchico
- Nueva Jerusalem
- 3 de julio

## Economía
Quinindé es una ciudad de amplia actividad comercial. Alberga grandes organismos financieros y comerciales de la zona. Su economía se basa en el comercio, la ganadería y la agricultura. Las mayores industrias extracción de la ciudad están conformadas por la maderera y agrícola (piscicultura, avicultura, etc.) Los principales ingresos de los quinindeños son el comercio formal e informal, los negocios, la agricultura y la acuicultura; el comercio de la gran mayoría de la población consta de pymes y microempresas, sumándose de forma importante la economía informal que da ocupación a miles de personas.
La actividad comercial y los beneficios que brindan se ven también a nivel corporativo, las oportunidades del sector privado al desarrollar modelos de negocios que generen valor económico, ambiental y social, están reflejadas en el desarrollo de nuevas estructuras, la inversión privada ha formado parte en el proceso del crecimiento de la ciudad, los proyectos inmobiliarios y oficinas, han ido en aumento, convirtiendo a la ciudad en un punto estratégico y atractivo para hacer negocios en la zona.

## Medios de comunicación
La ciudad posee una red de comunicación en continuo desarrollo y modernización. En la ciudad se dispone de varios medios de comunicación como prensa escrita, radio, televisión, telefonía, Internet y mensajería postal.
- Telefonía: Si bien la telefonía fija se mantiene aún con un crecimiento periódico, esta ha sido desplazada muy notablemente por la telefonía celular, tanto por la enorme cobertura que ofrece y la fácil accesibilidad. Existen 3 operadoras de telefonía fija, CNT (pública), TVCABLE y Claro (privadas) y cuatro operadoras de telefonía celular, Movistar, Claro y Tuenti (privadas) y CNT (pública).

- Radio: Dentro de esta lista se menciona una gran cantidad de sistemas radiales de transmisión nacional y local e incluso de provincias vecinas.

- Medios televisivos: La mayoría son nacionales, aunque se ha incluido canales locales recientemente. El apagón analógico se estableció para el 31 de diciembre de 2023.[3]

## Deporte
La Liga Deportiva Cantonal de Quinindé es el organismo rector del deporte en todo el Cantón Quinindé y por ende en la urbe se ejerce su autoridad de control. El deporte más popular en la ciudad, al igual que en todo el país, es el fútbol, siendo el deporte con mayor convocatoria. Actualmente existen cuatro equipos de fútbol de la ciudad, activos en la Asociación de Fútbol No Amateur de Esmeraldas, que participa en el Campeonato Provincial de Segunda Categoría de Esmeraldas. Al ser una localidad pequeña en la época de las fundaciones de los grandes equipos del país, Rosa Zárate carece de un equipo simbólico de la ciudad, por lo que sus habitantes son aficionados en su mayoría de los clubes guayaquileños: Barcelona Sporting Club y Club Sport Emelec. 
El principal recinto deportivo para la práctica del fútbol es el Estadio Pascual Mina. Fue inaugurado en 1993, y es usado mayoritariamente para la práctica del fútbol, ya que los clubes quinindeños como el Brasilia, Quinindé S.C., Atlético Quinindé y la Unión Deportiva Juvenil  hacen de locales en este escenario deportivo. Tiene capacidad para 4.000 espectadores. El estadio es sede de distintos eventos deportivos a nivel local, así como es escenario para varios eventos de tipo cultural, especialmente conciertos musicales (que también se realizan en el Coliseo Vicente Olivo de Quinindé).

## Personajes célebres
- Emérita Quiñónez (1932 - 2014), primera mujer ecuatoriana en ser nombrada gobernadora[4]
- Jaime Hurtado (1937 - 1999), primer diputado afrodescendiente de Ecuador[5]
- Willian Pacho (2001 - ), futbolista ecuatoriano y el primer jugador de Ecuador en ganar una Liga de Campeones de la UEFA